# Arcusaurus
Arcusaurus — викопний рід зауроподоморфних динозаврів з ранньої юри (Hettangian і Sinemurian, бл. 199—189 млн років тому) жили на території сучасної Південної Африки.
Arcusaurus вперше був названий палеонтологами Adam Yates, Matthew Bonnan і Johann Neveling в 2011 році. Типовий вид — Arcusaurus pereirabdalorum. Родова назва походить від лат. arcus — «веселка», видову назву на честь Lucille Pereira і Fernando Abdala, які виявили скам'янілості.
Arcusaurus відомий з двох фрагментарних скелетів, зібраних у березні 2006 року в місцевості Spion Kop Heelbo з формації Elliot Formation. Голотип, BP/1/6235, складається з часткового черепа, деяких кісток кінцівок і хребців. Обидва зразки представлені молодими особинами.
Arcusaurus вважають базальним зауроподоморфом, помістивши його як сестринський таксон Efraasia і всі пізніші зауроподоморфи. Проте, деякі особливості тіла Arcusaurus вказують на його спорідненість із Plateosauria і Anchisauria.